# حمله تولاگی (مه ۱۹۴۲)
حمله تولاگی (انگلیسی: Invasion of Tulagi) در تاریخ ۳–۴ مه ۱۹۴۲، بخشی از استراتژی عملیات مو، امپراتوری ژاپن در اقیانوس آرام جنوبی و جبهه جنوب غربی اقیانوس آرام جنگ جهانی دوم بود.